# Mastigobasidium intermedium
Mastigobasidium intermedium är en svampart som beskrevs av Golubev 1999. Mastigobasidium intermedium ingår i släktet Mastigobasidium och familjen Leucosporidiaceae.   Inga underarter finns listade i Catalogue of Life.